# Ligentella
Ligentella es un génerx de mantis de la familia Mantidae.

## Especies
Las especies de este género son:
- Ligentella beieri
- Ligentella lacualis
- Ligentella zairensis